# Антихрист
 Тази статия е за религиозното понятие.  За филма вижте Антихрист (филм).  
В християнската есхатология антихрист е както конкретна личност, която ще се представи за месия преди повторното идване на Иисус Христос на Земята, така и състояние на духа, изразяващо се в крайно противопоставяне на Бог и Неговите заповеди, наставления и благодат. Фалшивият месия, който е антихристът, най-вероятно ще бъде евреин от Давидовото коляно и също като Иисус Христос се смята за наследник на еврейския цар Давид, но за разлика от Христос няма да проповядва любов към ближния, покаяние, смирение пред Бог и раздаване милостиня на бедните, а ще представя свои собствени интерпретации на Писанията, които в крайна сметка ще се окажат лъжа и причина много хора да загубят живота си, подведени от думите му. Затова антихристът е в същността си фалшив месия. Антихристът е въплъщение на злото и действа като противник на Иисус Христос. Думата идва от Новия Завет и означава личност, която действа представяйки се за (Божия) помазаник (от гръцката дума αντί Χριστοὺ, ὁ Ἀντίχριστος – „анти“ означава „вместо“, а не според разпространеното схващане „против“: „Вместо Христос“) и разпространява неверни учения за него.
Според Библията, антихристът ще се появи и ще сключи 7-годишен договор (завет) с Израел, но след като минат 3 години и половина той ще наруши завета, ще влезе във възстановения Трети Соломонов храм и ще се обяви за бог (Данаил 9:27, 2-ро Солунци 2:4). Той ще изиска всеки един човек на Земята да носи неговия белег на дясната ръка или на челото си, и който няма този белег, няма да може да купува или продава, но който го приеме, ще отиде в ада за цяла вечност (Откровение 13:16 – 17, 14:9 – 11). Смята се, че евреите като горди човеци, когато издигнат Антихриста на власт ще използват именно числото 666 заради това, че те по времето на цар Соломон са вземали годишен данък от народите 666 таланта. Интересни подробности за антихриста са, че дясното му око ще бъде поразено от Бога и ще бъде сляпо, набъбнало като черно гроздово зърно, а дясната му ръка ще изсъхне.
Трета книга Царства (10:14.) „Златото, което идеше на Соломона всяка година, тежеше шестстотин шейсет и шест таланта.“
Антихристът ще преследва и обезглавява християните и по негово време християните ще търпят крайни лишения, глад и страдания, защото няма да пожелаят белега на звяра да бъде поставен върху дясната ръка или челата им и затова няма да могат да купуват или продават нищо, за да се хранят.
През 1520 г. Мартин Лутер публично обявява римския понтифекс, папата, за „антихрист“, в отговор на прогласената папска була от д-р Ек във Витенберг. Някои от причините за подобни възгледи на протестантите са титли на папата като „Наместник на Божия син на Земята“, „Непогрешим“. Въпреки тези си титли, папството е проявявало множество гонения към евреи и възвръщенци към идеологията на първите християни през средните векове, събития за които единствено папа Йоан Павел II признава и иска извинение от света.
Според Библията Антихристът ще се появи преди Второто пришествие и ще измами мнозина с твърдението, че е самият Христос. Мнозина вярват, че това няма да е папата или друг религиозен водач, а самият Сатана в славен образ на ангел, в какъвто според Библията той може да се въплъщава.
Мюсюлманите също са предизвестени от пророка Мохамед, че предстои идването на Антихриста, като го наричат Ал-Даджал, както и знаят от пророчествата в Корана, че антихристът ще бъде победен.